# فانس سور كوسون
فانس سور كوسون (بالفرنسية: Vannes-sur-Cosson)‏ هي بلدية تقع في فرنسا في Canton of Jargeau. يقدر عدد سكانها بـ 579 نسمة ومساحتها 35.65 كم2 .